# Buprestis fremontia
Buprestis fremontia är en skalbaggsart som beskrevs av Burke 1924. Buprestis fremontia ingår i släktet Buprestis och familjen praktbaggar. Inga underarter finns listade i Catalogue of Life.